# Антігона (птах)
Антігона (Antigone) — рід птахів з родини журавлевих (Gruidae). Включає 4 види.

## Етимологія
Рід названо на честь персонажа давньогрецької міфології Антігони — доньки троянського царя Лаомедонта.

## Таксономія
Рід був виділений у 1853 році німецьким орнітологом Людвігом Райхенбахом, проте його синонімізували до роду Журавель (Grus). Дослідження 2010 року показало, що рід Grus є поліфілічним, тому чотири види були відновлені у роді Antigone.

## Види
| Зображення | Наукова назва       | Українська назва        | Поширення                                   |
| ---------- | ------------------- | ----------------------- | ------------------------------------------- |
|            | Antigone canadensis | Журавель канадський     | Північна Америка                            |
|            | Antigone vipio      | Журавель даурський      | Монголія, Китай, Далекий Схід Росії         |
|            | Antigone antigone   | Журавель індійський     | Південна та Південно-Східна Азія, Австралія |
|            | Antigone rubicunda  | Журавель австралійський | Австралія, Нова Гвінея                      |